# CP série 2620
Les CP série 2620, sont des locomotives, à profil dit « nez cassé » au pare-brise inversé dû au styliste Paul Arzens, similaires aux BB 15000 de la SNCF. C'est une version légèrement améliorée des 2600.